# St. Paul’s (St. Helena)
St. Paul’s ist ein Distrikt und eine Ansiedlung auf St. Helena. Der Distrikt St. Paul’s hat 928 Einwohner (Stand 2021) auf einer Fläche von 11,4 Quadratkilometern.
Neben der gleichnamigen Hauptansiedlung befinden sich mit Francis Plain und Scotland zwei weitere Ansiedlungen in dem Distrikt. Mit der Schule Prince Andrew hat St. Paul’s die einzige weiterführende Schule der Insel.

## Touristisches
St. Paul’s ist einer der touristisch wichtigsten Distrikte der Insel. Hier befinden sich unter anderem:
- Plantation House, der Sitz des Gouverneurs von St. Helena
- St. Paul’s Cathedral
- High Knoll Fort
- Prince’s Lodge
- Lemon Valley, ein historisches Landschaftsschutzgebiet
- Jonathan, ältester Bewohner der Insel und das älteste lebende Reptil der Welt
- Farm Lodge Hotel, eine touristische Unterkunft

Francis Plain verfügt über den einzigen Cricket- und Fußballplatz der Insel.

## Sakralbauten
Diözese St Helena der Anglican Church of Southern Africa
- St. Paul’s Cathedral
- St. Martin-in-the-Hills Church

St Helena Baptist Church
- Knollcombe Chapel mit dem Buren-Krieg-Friedhof

## Galerie

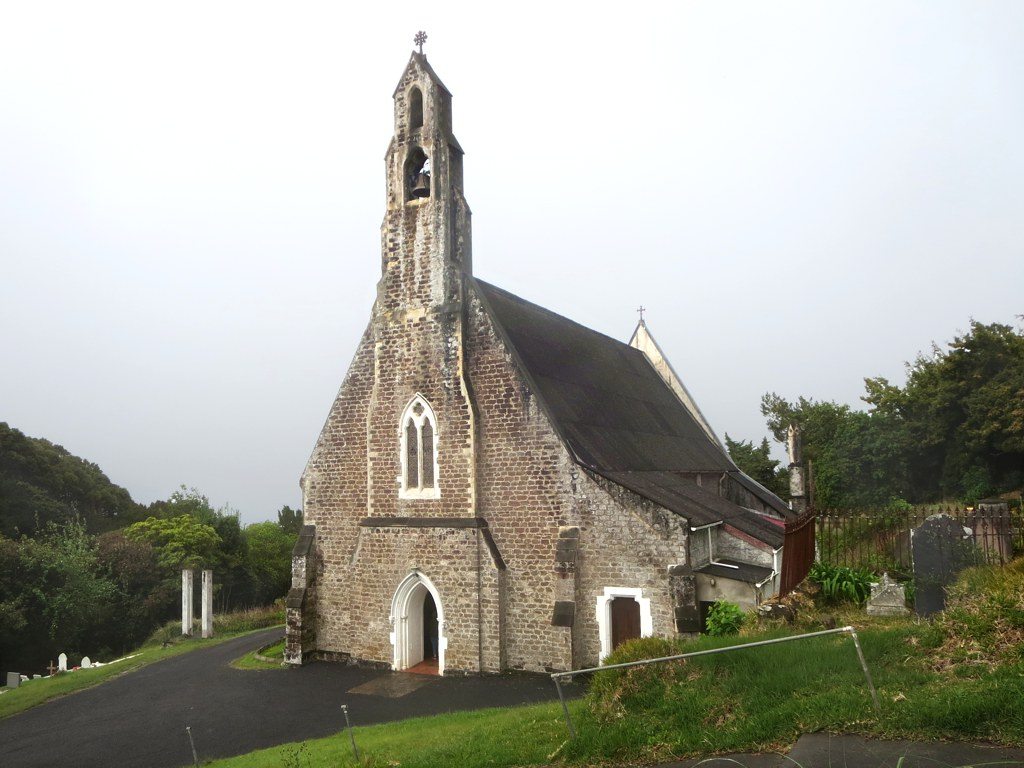
St. Paul’s Cathedral
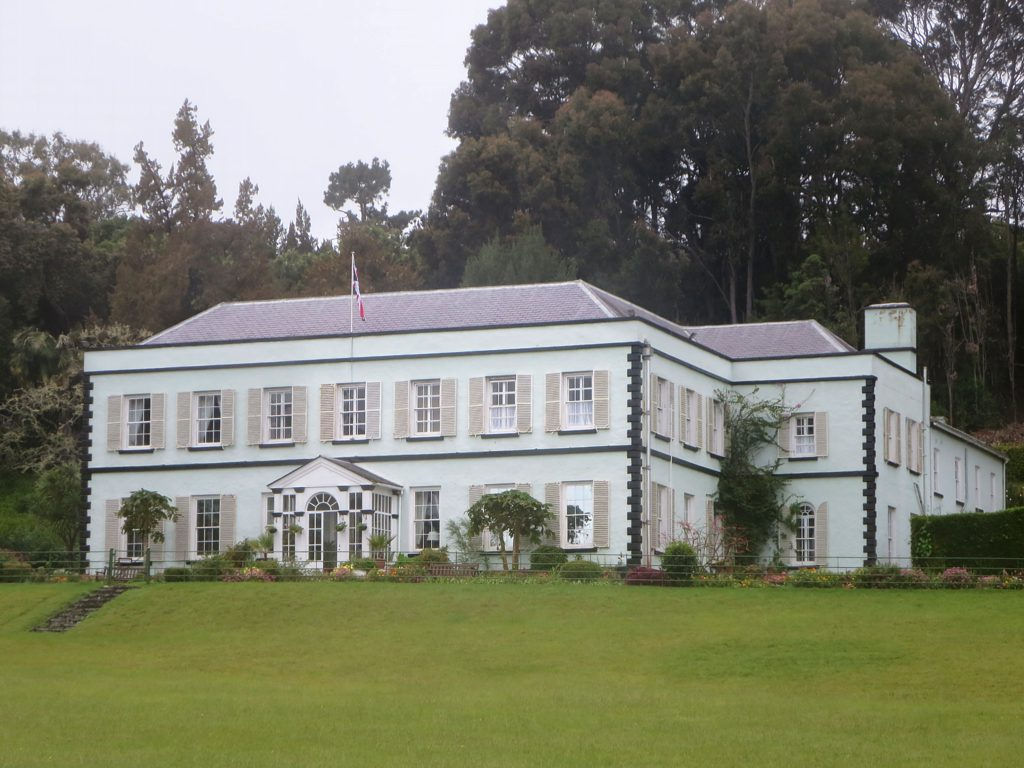
Plantation House
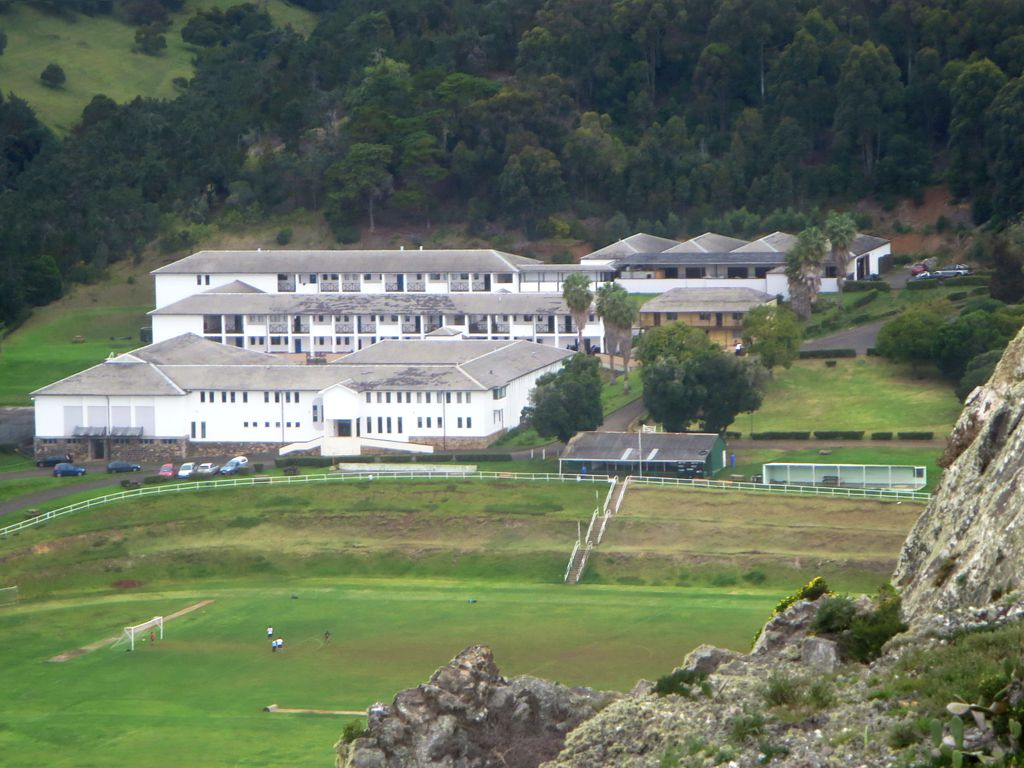
Prince Andrew-Schule
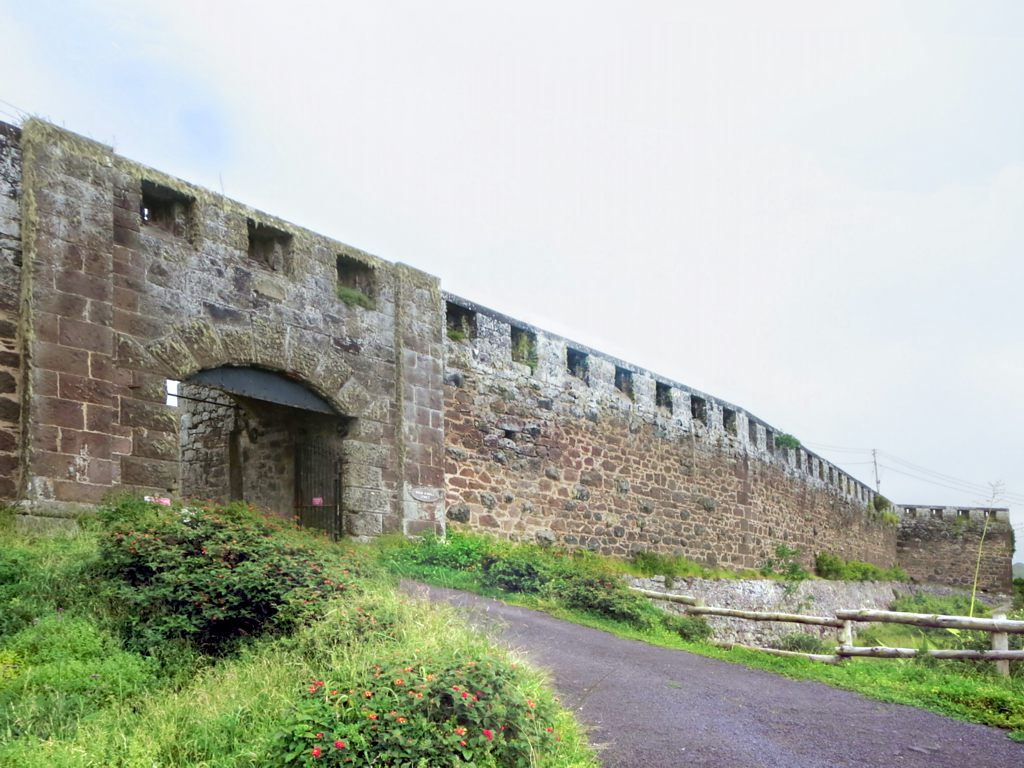
High Knoll Fort
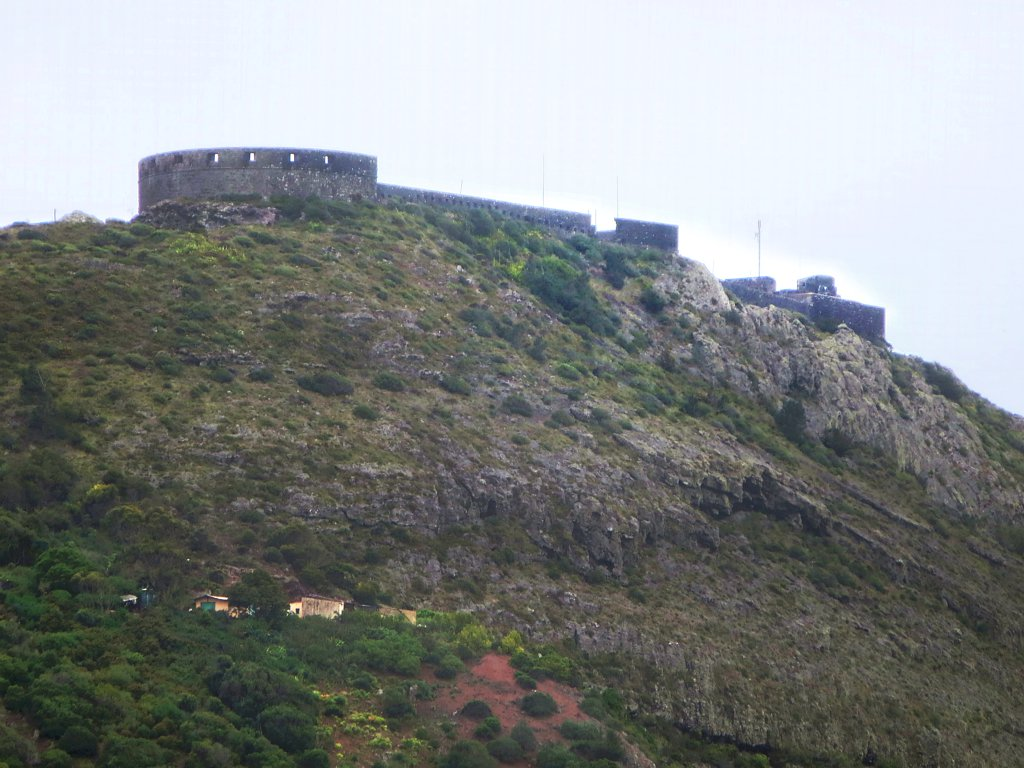
High Knoll Fort
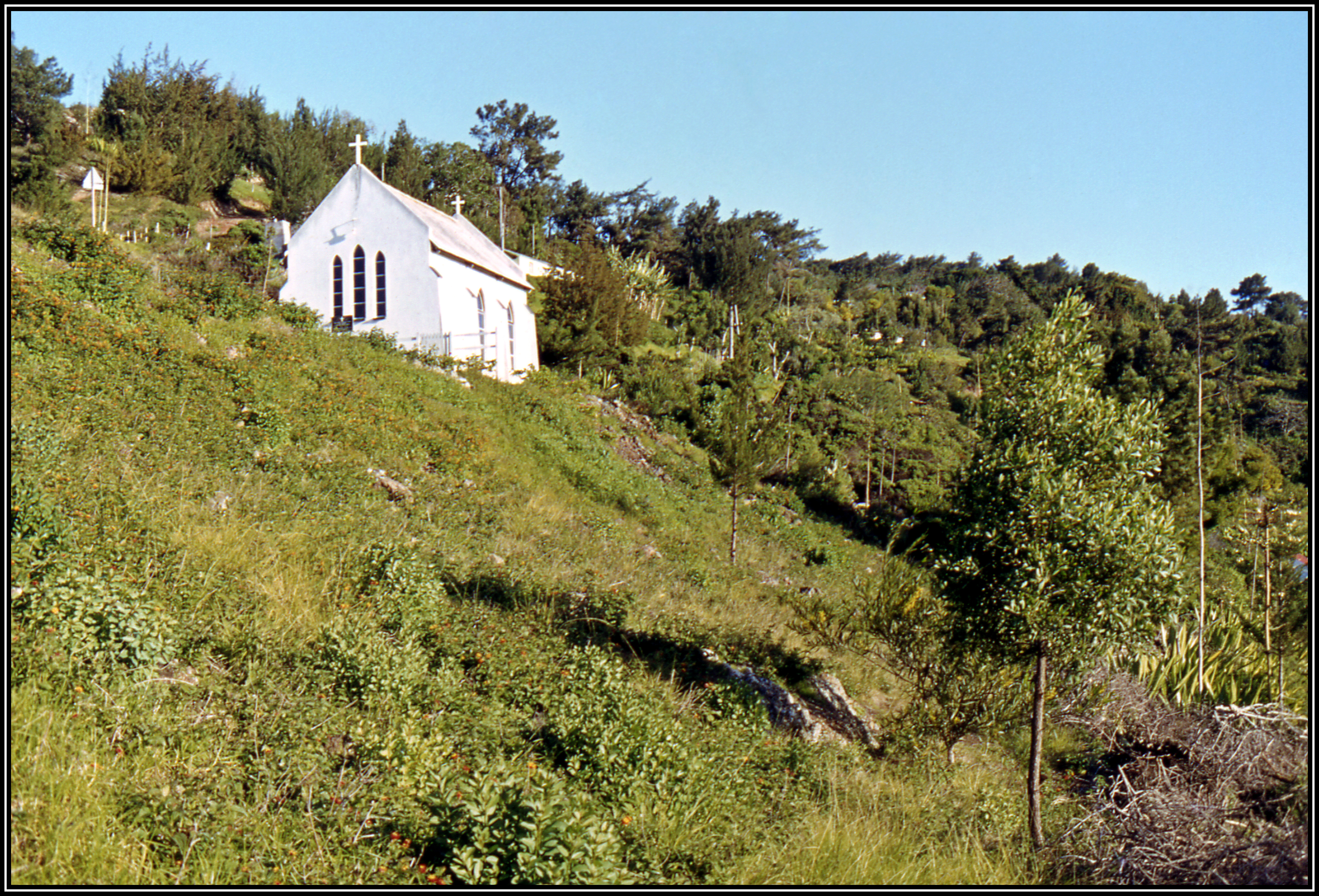
St. Martin-in-the-Hills Church
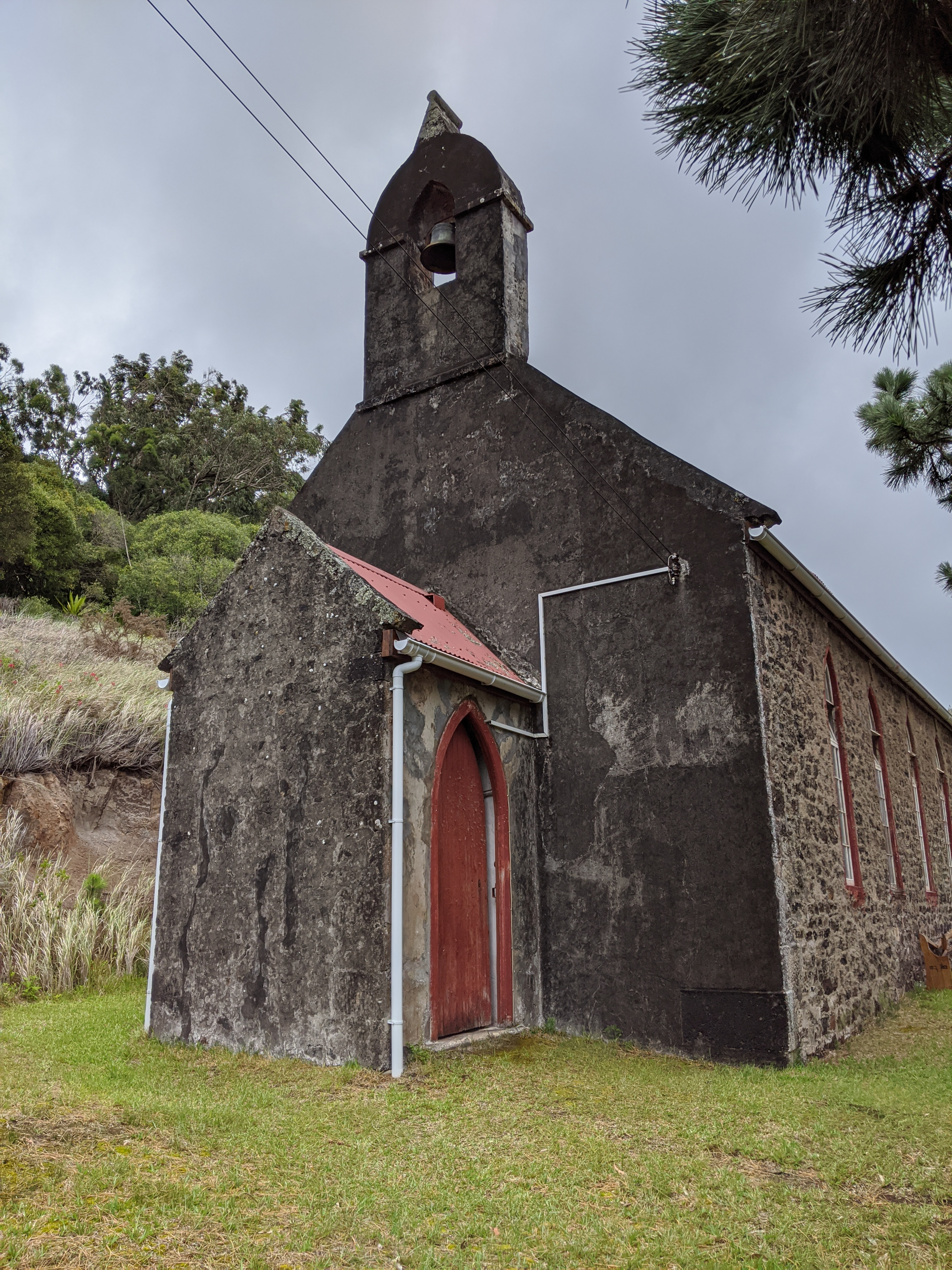
Knollcombe Chapel